# Districte de North Goa

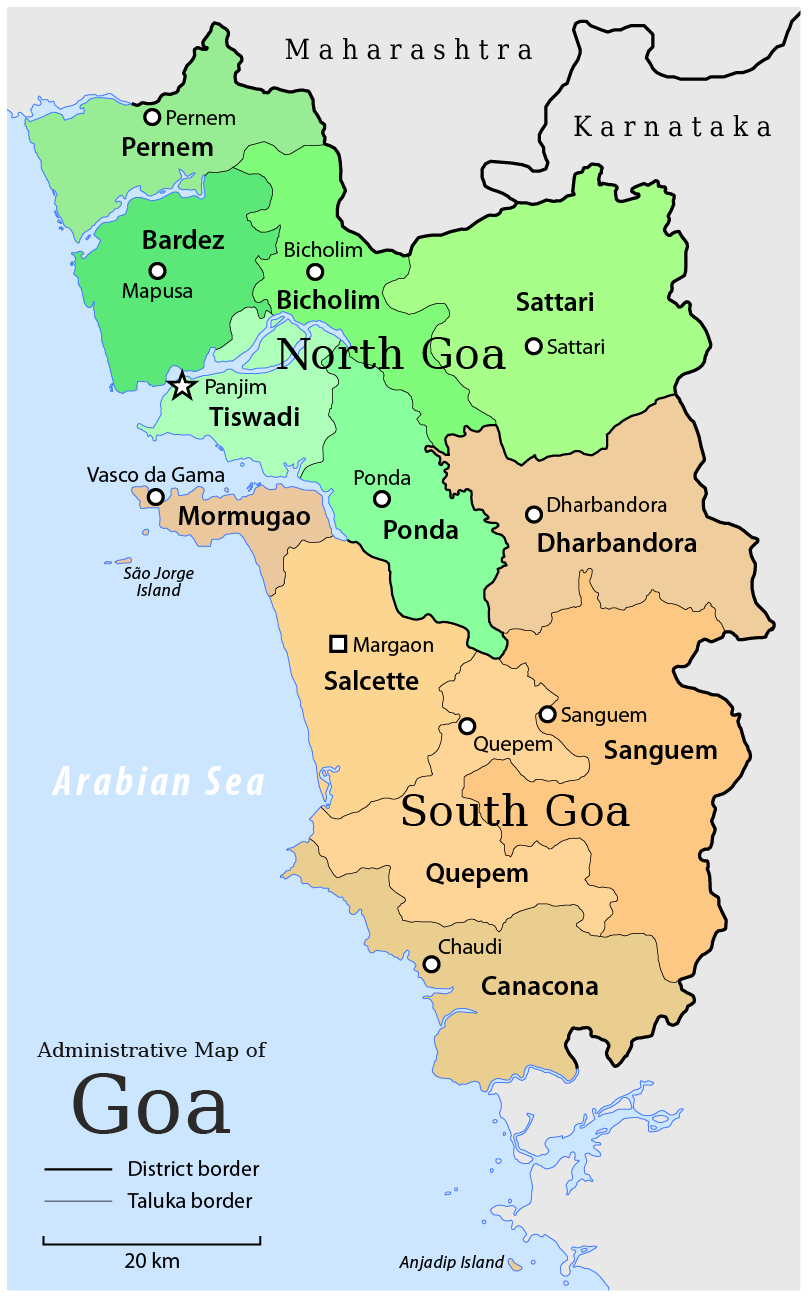
Mapa de Goa.

El districte de North Goa és una divisió administrativa de l'estat de Goa, amb capital a Panaji.
La superfície és de 1736 km² i la població de 758.573 habitants (2001)
Administrativament la formen 4 subdivisions: 
- Panaji
- Mapusa
- Bicholim
- Ponda

I sis talukes:
- Bardez
- Bicholim
- Pernem
- Ponda
- Satari
- Tiswadi

## Història
Goa era un districte de la província de l'Índia Portuguesa, subdividit en comarques, aquestes en municipis i aquestos en parroquies. Així va restar fins que fou conquerida per l'Índia i va ser integrada al territori de Goa, Daman i Diu, formant el 1965 un districte d'aquest territori. El 30 de maig de 1987 el districte fou elevat a categoria d'estat (Daman i Diu van restar territori) i es van crear dos districtes: North Goa i South Goa.